# Coppa Sabatini 2001
La Coppa Sabatini 2001, quarantanovesima edizione della corsa, si svolse il 27 settembre 2001 su un percorso di 197,7 km. La vittoria fu appannaggio del russo Dmitrij Konyšev, che completò il percorso in 4h27'31", precedendo il belga Serge Baguet e l'italiano Paolo Bettini.

## Ordine d'arrivo (Top 10)
| Pos. | Corridore            | Squadra                             | Tempo    |
| ---- | -------------------- | ----------------------------------- | -------- |
| 1    | Dmitrij Konyšev      | Fassa Bortolo                       | 4h27'31" |
| 2    | Serge Baguet         | Lotto-Adecco                        | s.t.     |
| 3    | Paolo Bettini        | Mapei-Quick Step                    | a 0'02"  |
| 4    | Uroš Murn            | Mobilvetta Design-Formaggi Trentini | s.t.     |
| 5    | Romāns Vainšteins    | Domo-Farm Frites                    | a 0'06"  |
| 6    | Luca Scinto          | Mapei-Quick Step                    | a 0'11"  |
| 7    | Axel Merckx          | Domo-Farm Frites                    | a 0'27"  |
| 8    | Alessandro Bertolini | Alessio                             | s.t.     |
| 9    | Fabio Sacchi         | Saeco                               | s.t.     |
| 10   | Alberto Ongarato     | Mobilvetta Design-Formaggi Trentini | s.t.     |